# Tampico Alto
Tampico Alto es una localidad mexicana en el estado de Veracruz. Localizado en la región de la Huasteca Alta, es la cabecera del municipio homónimo.
En 2005 el censo del INEGI, en Tampico Alto se reportó una población de 2,126.